# Дзета-функция Гурвица
В математике Дзета-функция Гурвица, названная в честь Адольфа Гурвица, — это одна из многочисленных дзета-функций, являющихся обобщениями дзета-функции Римана. Формально она может быть определена степенным рядом для комплексных аргументов s, при Re(s) > 1, и q, Re(q) > 0:
{\displaystyle \zeta (s,q)=\sum _{n=0}^{\infty }{\frac {1}{(q+n)^{s}}}.}
Этот ряд является абсолютно сходящимся для заданных значений s и q. Дзета-функция Римана — это частный случай дзета-функции Гурвица при q=1.

## Аналитическое продолжение
Дзета функция Гурвица допускает аналитическое продолжение до мероморфной функции, определённой для всех комплексных s, при s ≠ 1. В точке s = 1 она имеет простой полюс с вычетом равным 1. Постоянный член разложения в ряд Лорана в окрестности точки s = 1 равен:
{\displaystyle \lim _{s\to 1}\left[\zeta (s,q)-{\frac {1}{s-1}}\right]={\frac {-\Gamma '(q)}{\Gamma (q)}}=-\psi (q)},
где Γ(x) — это гамма-функция, и ψ(x) — это дигамма-функция.

## Представления в виде рядов
Представление в виде сходящегося степенного ряда для q > −1 и произвольного комплексного s ≠ 1 было получено в 1930 году Гельмутом Хассе
{\displaystyle \zeta (s,q)={\frac {1}{s-1}}\sum _{n=0}^{\infty }{\frac {1}{n+1}}\sum _{k=0}^{n}(-1)^{k}{n \choose k}(q+k)^{1-s}.}
Этот ряд равномерно сходится на любом компактном подмножестве комплексной s-плоскости к целой функции. Внутренняя сумма может быть представлена в виде n-ой конечной разности для {\displaystyle q^{1-s}}, то есть:
{\displaystyle \Delta ^{n}q^{1-s}=\sum _{k=0}^{n}(-1)^{n-k}{n \choose k}(q+k)^{1-s}}
где Δ — оператор конечной разности. Таким образом
{\displaystyle \zeta (s,q)={\frac {1}{s-1}}\sum _{n=0}^{\infty }{\frac {(-1)^{n}}{n+1}}\Delta ^{n}q^{1-s}}
{\displaystyle ={\frac {1}{s-1}}{\log(1+\Delta ) \over \Delta }q^{1-s}.}

## Интегральные представления
Дзета-функция Гурвица имеет интегральное представление в виде преобразования Меллина:
{\displaystyle \zeta (s,q)={\frac {1}{\Gamma (s)}}\int _{0}^{\infty }{\frac {t^{s-1}e^{-qt}}{1-e^{-t}}}dt}
для Re(s)>1 и Re(q) >0.

## Формула Гурвица
{\displaystyle \zeta (1-s,x)={\frac {1}{2s}}\left[e^{-i\pi s/2}\beta (x;s)+e^{i\pi s/2}\beta (1-x;s)\right]},
где
{\displaystyle \beta (x;s)=2\Gamma (s+1)\sum _{n=1}^{\infty }{\frac {\exp(2\pi inx)}{(2\pi n)^{s}}}={\frac {2\Gamma (s+1)}{(2\pi )^{s}}}{\mbox{Li}}_{s}(e^{2\pi ix})}.
Это представление дзета-функции Гурвица верно для 0 ≤ x ≤ 1 и s>1. Здесь {\displaystyle {\text{Li}}_{s}(z)} — это полилогарифм.

## Функциональное уравнение
Данное функциональное уравнение связывает значения дзета-функции Гурвицa слева и справа от прямой Re(s)=1/2 в комплексной s-плоскости. Для натуральных m и n, таких что m ≤ n:
{\displaystyle \zeta \left(1-s,{\frac {m}{n}}\right)={\frac {2\Gamma (s)}{(2\pi n)^{s}}}\sum _{k=1}^{n}\left[cos\left({\frac {\pi s}{2}}-{\frac {2\pi km}{n}}\right)\;\zeta \left(s,{\frac {k}{n}}\right)\right]}
верно для всех значений s.

## Ряд Тейлора
Производная дзета-функции Гурвица по второму аргументу также выражается через дзета-функцию Гурвица:
{\displaystyle {\frac {\partial }{\partial q}}\zeta (s,q)=-s\zeta (s+1,q).}
Таким образом ряд Тейлора имеет вид:
{\displaystyle \zeta (s,x+y)=\sum _{k=0}^{\infty }{\frac {y^{k}}{k!}}{\frac {\partial ^{k}}{\partial x^{k}}}\zeta (s,x)=\sum _{k=0}^{\infty }{s+k-1 \choose s-1}(-y)^{k}\zeta (s+k,x).}

## Ряд Лорана
Разложение дзета-функции Гурвица в ряд Лорана может быть использовано для определения констант Стильтьеса, которые появляются в разложении:
{\displaystyle \zeta (s,q)={\frac {1}{s-1}}+\sum _{n=0}^{\infty }{\frac {(-1)^{n}}{n!}}\gamma _{n}(q)\;(s-1)^{n}.}

## Преобразование Фурье
Дискретное преобразование Фурье по переменной s дзета-функции Гурвица является хи-функцией Лежандра

## Связь с многочленами Бернулли
Определённая выше функция {\displaystyle \beta (x;n)} обобщает многочлены Бернулли:
{\displaystyle B_{n}(x)=-Re\left[(-i)^{n}\beta (x;n)\right]}.
С другой стороны,
{\displaystyle \zeta (-n,x)=-{B_{n+1}(x) \over n+1}.}
В частности, при {\displaystyle n=0}:
{\displaystyle \zeta (0,x)={\frac {1}{2}}-x.}

## Связь с тета-функцией Якоби
Если {\displaystyle \vartheta (z,\tau )} — это тета-функция Якоби, тогда
{\displaystyle \int _{0}^{\infty }\left[\vartheta (z,it)-1\right]t^{s/2}{\frac {dt}{t}}=\pi ^{-(1-s)/2}\Gamma \left({\frac {1-s}{2}}\right)\left[\zeta (1-s,z)+\zeta (1-s,1-z)\right]}.
Эта формула верна для Re(s) > 0 и любого комплексного z, не являющегося целым числом. Для целого z=n формула упрощается:
{\displaystyle \int _{0}^{\infty }\left[\vartheta (n,it)-1\right]t^{s/2}{\frac {dt}{t}}=2\ \pi ^{-(1-s)/2}\ \Gamma \left({\frac {1-s}{2}}\right)\zeta (1-s)=2\ \pi ^{-s/2}\ \Gamma \left({\frac {s}{2}}\right)\zeta (s)}.
где ζ(s) — дзета-функция Римана. Последнее выражение является функциональным уравнением для дзета-функция Римана.

## Связь сL-функцией Дирихле
При рациональных значениях аргумента дзета-функция Гурвица может быть представлена в виде линейной комбинации L-функций Дирихле и наоборот. Если q = n/k при k > 2, (n,k) > 1 и 0 < n < k, тогда
{\displaystyle \zeta (s,n/k)=\sum _{\chi }{\overline {\chi }}(n)L(s,\chi ),}
при этом суммирование ведётся по всем характерам Дирихле по модулю k. И обратно
{\displaystyle L(s,\chi )={\frac {1}{k^{s}}}\sum _{n=1}^{k}\chi (n)\;\zeta \left(s,{\frac {n}{k}}\right).}
в частности верно следующее представление:
{\displaystyle k^{s}\zeta (s)=\sum _{n=1}^{k}\zeta \left(s,{\frac {n}{k}}\right),}
обобщающее
{\displaystyle \sum _{p=0}^{q-1}\zeta (s,a+p/q)=q^{s}\,\zeta (s,qa).} (Верно при натуральном q и ненатуральном 1 − qa.)

## Рациональные значения аргументов
Дзета-функция Гурвица встречается в различных интересных соотношениях для рациональных значений аргументов. В частности, для многочленов Эйлера {\displaystyle E_{n}(x)}:
{\displaystyle E_{2n-1}\left({\frac {p}{q}}\right)=(-1)^{n}{\frac {4(2n-1)!}{(2\pi q)^{2n}}}\sum _{k=1}^{q}\zeta \left(2n,{\frac {2k-1}{2q}}\right)\cos {\frac {(2k-1)\pi p}{q}}}
и
{\displaystyle E_{2n}\left({\frac {p}{q}}\right)=(-1)^{n}{\frac {4(2n)!}{(2\pi q)^{2n+1}}}\sum _{k=1}^{q}\zeta \left(2n+1,{\frac {2k-1}{2q}}\right)\sin {\frac {(2k-1)\pi p}{q}}},
Кроме того
{\displaystyle \zeta \left(s,{\frac {2p-1}{2q}}\right)=2(2q)^{s-1}\sum _{k=1}^{q}\left[C_{s}\left({\frac {k}{q}}\right)\cos \left({\frac {(2p-1)\pi k}{q}}\right)+S_{s}\left({\frac {k}{q}}\right)\sin \left({\frac {(2p-1)\pi k}{q}}\right)\right]},
верное для {\displaystyle 1\leq p\leq q}. Здесь {\displaystyle C_{\nu }(x)} и {\displaystyle S_{\nu }(x)} выражаются через хи-функциию Лежандра {\displaystyle \chi _{\nu }} как
{\displaystyle C_{\nu }(x)=\operatorname {Re} \,\chi _{\nu }(e^{ix})}
и
{\displaystyle S_{\nu }(x)=\operatorname {Im} \,\chi _{\nu }(e^{ix}).}

## Приложения
Дзета-функция Гурвица возникает в различных разделах математики. Чаще всего встречается в теории чисел, где её теория является наиболее развитой. Также дзета-функция Гурвица встречается в теории фракталов и динамических систем. Дзета-функция Гурвица применяется в математической статистике, возникает в законе Ципфа. В физике элементарных частиц возникает в формуле Швингера, дающей точный результат для показателя рождения пар в уравнении Дирака для стационарного электромагнитного поля.

## Частные случаи и обобщения
Дзета-функция Гурвица связана с полигамма-функцией:
{\displaystyle \psi ^{(m)}(z)=(-1)^{m+1}m!\zeta (m+1,z).}
Дзета-функция Лерха обобщает дзета-функцию Гурвица:
{\displaystyle \Phi (z,s,q)=\sum _{k=0}^{\infty }{\frac {z^{k}}{(k+q)^{s}}}}
то есть
{\displaystyle \zeta (s,q)=\Phi (1,s,q).}